# Orlen Kolej
Orlen Kolej – polski przewoźnik kolejowy, w latach 2002–2022 należący do Grupy Lotos, a od 2022 do PKN Orlen. Od 14 października 2024 roku działa pod nazwą Orlen Kolej.
Spółka powstała w 2002 w związku z restrukturyzacją Rafinerii Gdańskiej. Została ona utworzona na bazie Zakładu Transportu Kolejowego Rafinerii Gdańskiej, który zajmował się obsługą bocznic kolejowych rafinerii w Gdańsku.
Podstawowym zadaniem spółki jest kompleksowa obsługa transportowa przedsiębiorstw wchodzących w skład Grupy Kapitałowej Lotos. Ponadto przedsiębiorstwo zajmuje się utrzymaniem i obsługą 80 kilometrów bocznic kolejowych zakładów petrochemicznych w Czechowicach, Gdańsku i Jaśle oraz konserwacją i naprawą taboru.
W 2009 przedsiębiorstwo zajmowało czwarte miejsce na polskim rynku kolejowych przewozów towarowych pod względem pracy przewozowej, w 2011 osiągnęło trzecie miejsce po PKP Cargo i CTL Logistics, a w 2012 drugie (po PKP Cargo).
3 lipca 2023 roku nastąpiło połączenie spółek Lotos Kolej i Orlen KolTrans. 14 października 2024 spółka Lotos Kolej i Orlen KolTrans skonsolidowały się i został utworzony przewoźnik pod nazwą Orlen Kolej.

## Działalność

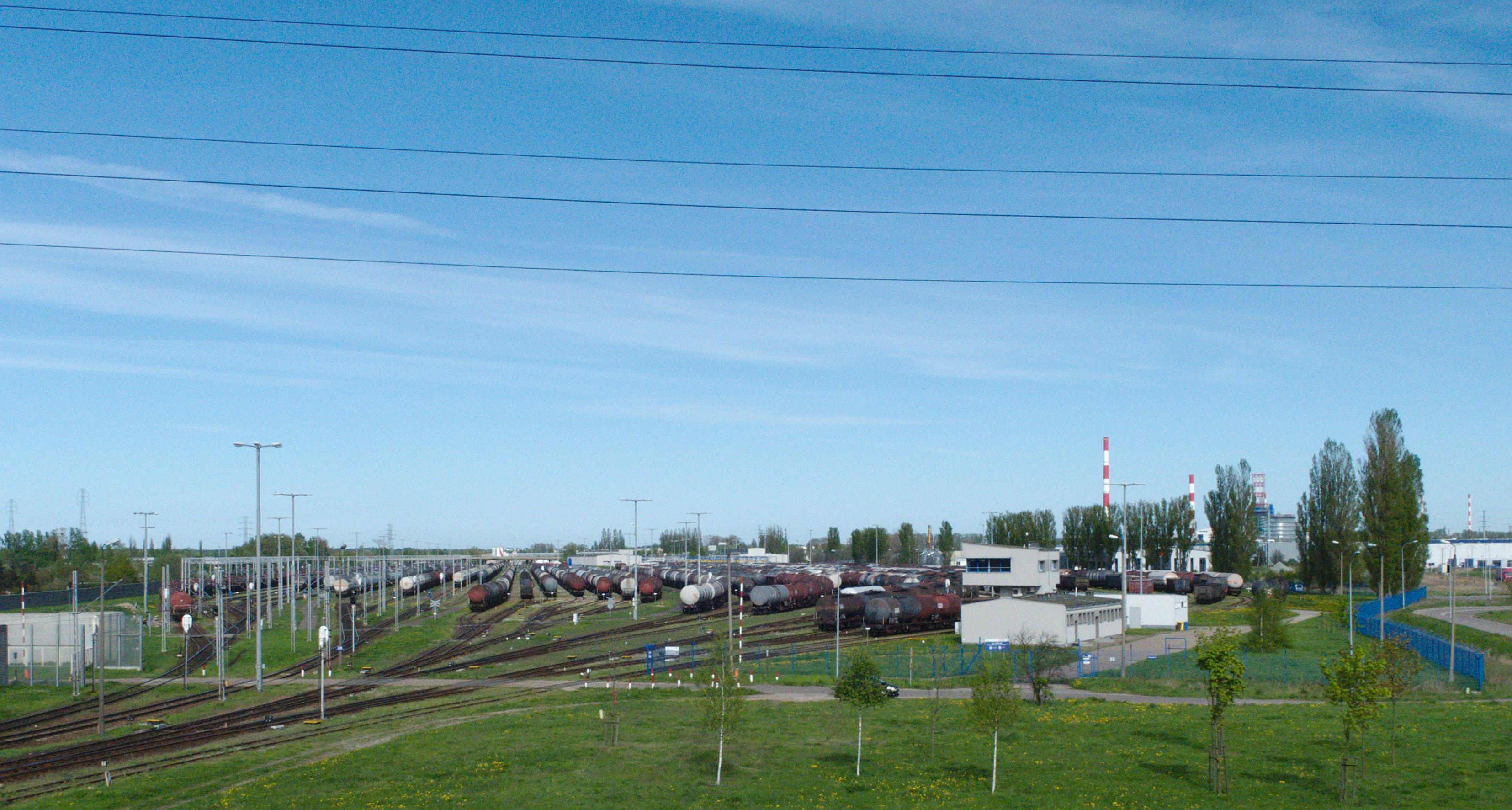
Bocznica spółki Lotos Kolej w Gdańsku

Lotos Kolej jest częścią grupy kapitałowej Lotos. Główną działalnością grupy jest wydobycie ropy naftowej oraz przetwórstwo i handel substancjami ropopochodnymi. Działalność Spółki jest działalnością poboczną w stosunku do całej grupy, jednakże transport kolejowy jest istotnym elementem handlu towarami masowymi, jakimi są paliwa oraz inne produkty rafinacji ropy naftowej.
Przewoźnik kolejowy Lotos Kolej, oprócz obsługi grupy Lotos, wykonuje również inne usługi związane z transportem kolejowym – przewóz przesyłek rozproszonych, całowagonowych i całopociągowych, czyszczenie cystern kolejowych, naprawa i wynajem cystern kolejowych, wynajem lokomotyw oraz udostępnianie bocznic w Gdańsku, Czechowicach, Trzebini i Jaśle.
Spółka ma 25% udziału w polskim rynku kolejowych przewozów intermodalnych, które wykonuje dla operatora intermodalnego PCC Intermodal. Pierwsze intermodalne przewozy zostały wykonane przez Lotos Kolej na początku 2009 w relacji Frankfurt (Oder) – Krzewie.

## Historia

### Tło powstania
W 1997 powstał Euronaft Trzebinia, pierwszy po 1989 przewoźnik prywatny związany z przemysłem, który oprócz obsługi bocznic świadczył usługi transportowe również innym podmiotom, mimo iż był częścią Grupy Kapitałowej Rafinerii Trzebinia (analogiczna sytuacja do Lotos Kolej).
W 2001 dokonano restrukturyzacji PKP i podzielenia monolitowego państwowego przedsiębiorstwa na spółki kolejowe zrzeszone w Grupie PKP. Ustawa ta spowodowała również wydzielenie spółki PKP Polskie Linie Kolejowe, która zarządza infrastrukturą. Spółka ta miała przynosić zyski, stąd uwolniono całkowicie rynek przewozów kolejowych.

### Kolej Rafinerii Gdańskiej i Grupy Lotos

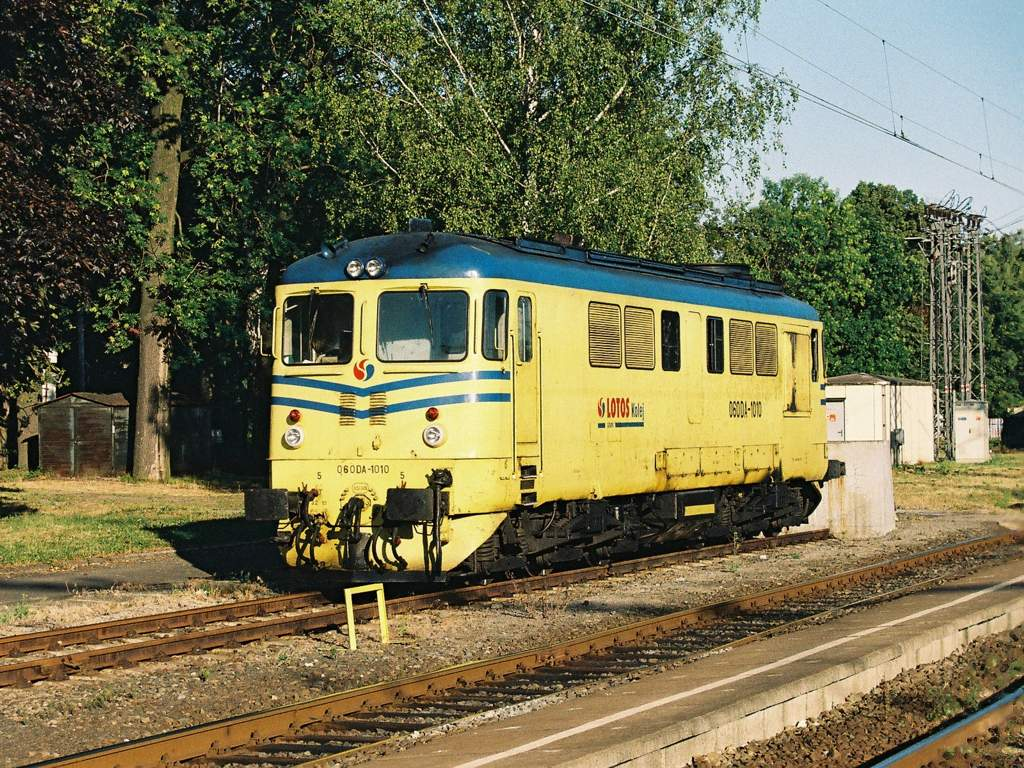
060DA w pierwszych barwach Lotos Kolej

Przewoźnik kolejowy otrzymał licencję na przewóz towarów 20 marca 2002, operując jeszcze w strukturach Rafinerii Gdańskiej. Przewozy ograniczały się wówczas wyłączenie do potrzeb rafinerii i skupiały się na Trójmieście. W wyniku przekształceń Rafinerii Gdańskiej 1 stycznia 2003 powstał Zakład Transportu Kolejowego Rafinerii Gdańskiej jako osobna spółka zajmująca się tylko przewozami oraz utrzymaniem taboru kolejowego. 8 października 2003 ZTK RG otrzymał licencję na przewozy towarów po całej sieci PKP PLK.
1 lutego 2004 Grupa Lotos nabyła rafinerie w Czechowicach, Jaśle oraz Gorlicach. Ich obsługą transportową zajęła się Lotos Kolej. 20 kwietnia 2007 Lotos Kolej wykonała pierwszy transport zagraniczny. Mimo tego w transporcie pomiędzy Polską a Niemcami lokomotywy Lotosu obsługiwały tylko odcinek do Szczecina Gumieniec, skąd wagony były dalej prowadzone lokomotywami spółek ITL lub HGK. 1 lutego 2010 spółka wydzierżawiła od GATX Rail Poland cały gdański oddział GATX Rail, w którym między innymi znajduje się stanowisko do czyszczenia cystern kolejowych. W 2011 otwarto dyspozytornię w Czechowicach-Dziedzicach, Jaśle i Wrocławiu. Wcześniej tego typu punkty znajdowały się w Gdańsku i Zduńskiej Woli. 1 sierpnia 2022 nastąpiło przejęcie przez PKN Orlen Grupy Lotos, będącej właścicielem przewoźnika, i fuzja obu tych spółek. W związku z fuzją 3 lipca 2023 nastąpiło połączenie przewoźników kolejowych Lotos Kolej i Orlen KolTrans polegające na wchłonięciu Orlen KolTrans przez Lotos Kolej. Docelowo, po wygaśnięciu koncesji, jakie posiada Lotos Kolej, przedsiębiorstwo będzie działać pod marką Orlen.

## Tabor

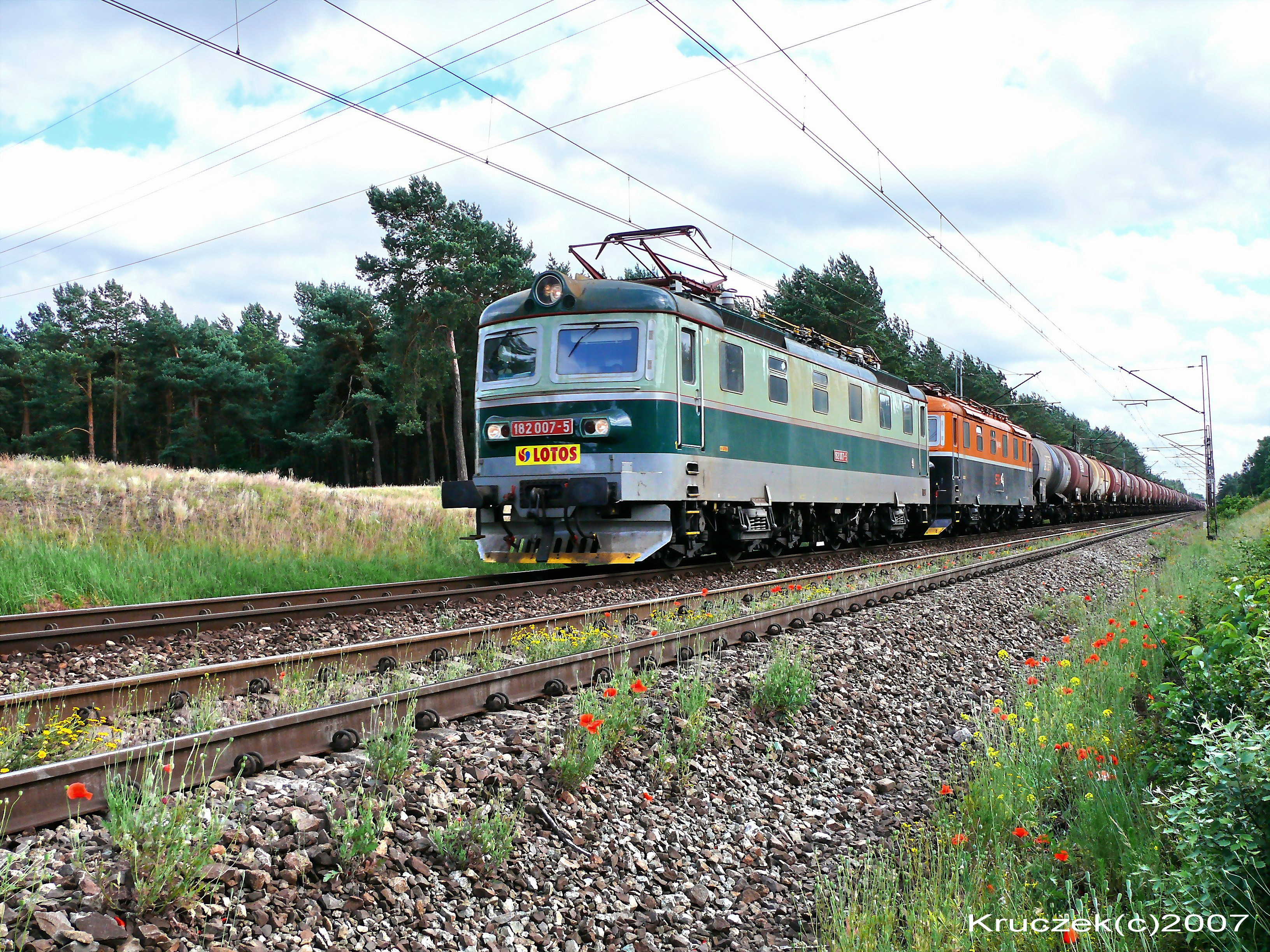
Lokomotywy serii 182 i 181 prowadzące pociąg Lotos Kolej

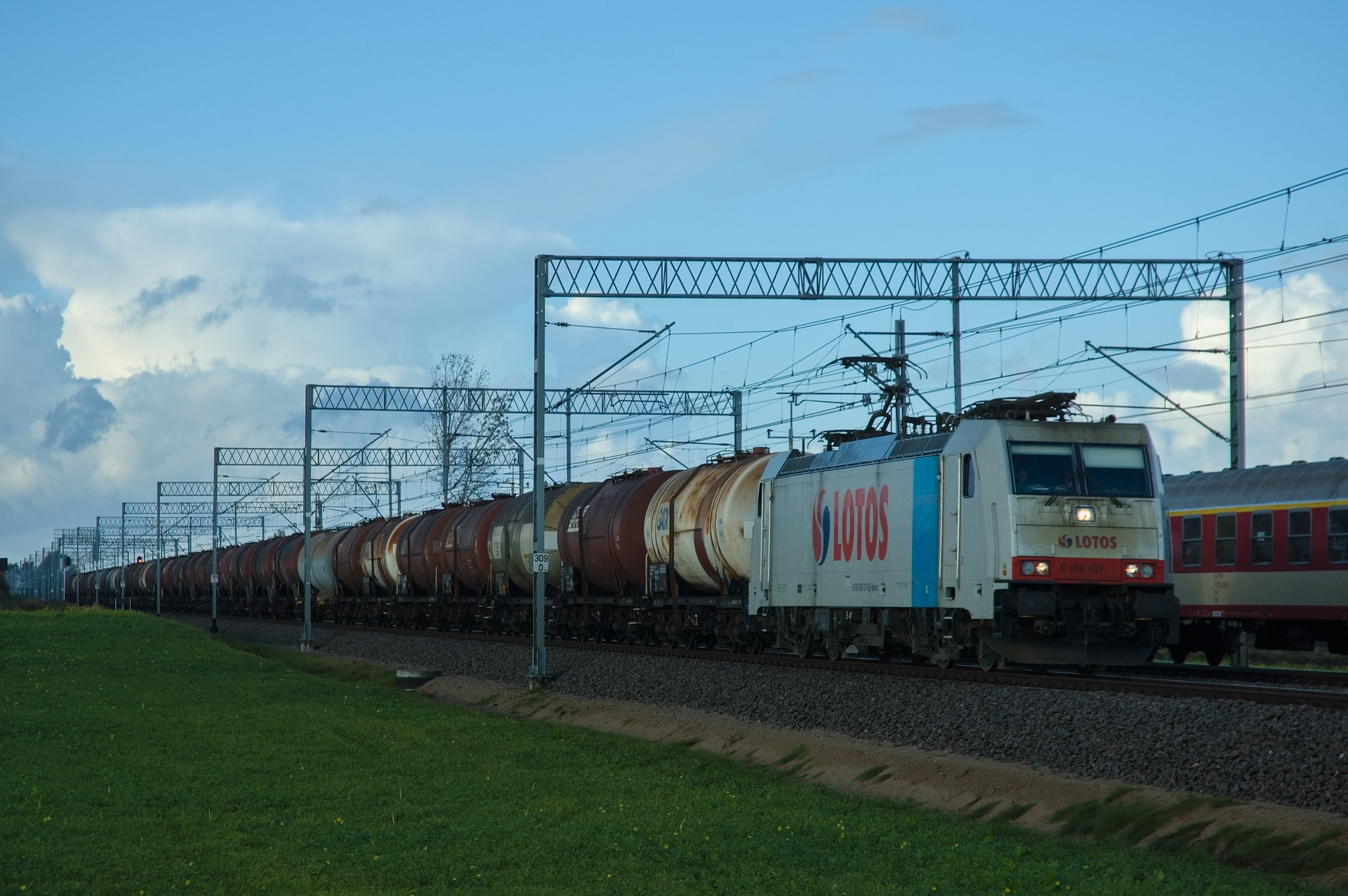
Pociąg Lotos Kolej z lokomotywą serii E186 wydzierżawioną od niemieckiej spółki Railpool

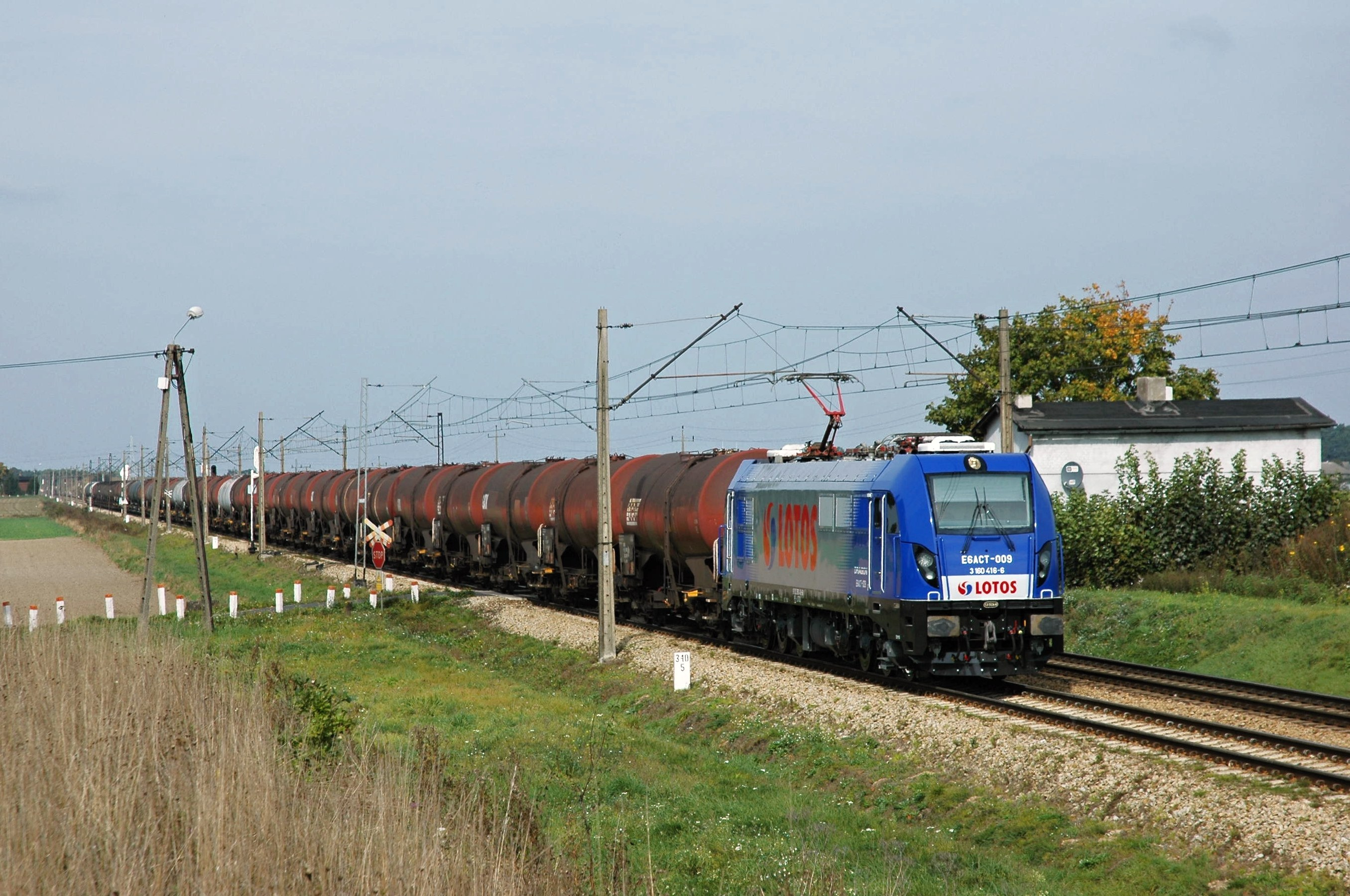
Lokomotywa E6ACT-009 z cysternami

### Lokomotywy
Przedsiębiorstwo od czasu powstania dysponowało siedmioma lokomotywami SM42. Do przewozów liniowych spółka na początku 2005 kupiła cztery lokomotywy serii M62 i dwie lokomotywy serii 060DA. W czerwcu 2005 Lotos wymienił z PCC Rail Szczakowa wszystkie lokomotywy serii M62 w zamian za 5 lokomotyw serii 060DA, które zostały podstawowym typem lokomotyw do przewozów dalekobieżnych.
Później pozyskano także lokomotywy elektryczne starszych typów. Podstawowym typem lokomotyw elektrycznych stały się od 2007 lokomotywy serii 181 wydzierżawione od czeskiego przewoźnika České dráhy (później ČD Cargo – po powstaniu tej spółki).
Od 2009 przewoźnik dzierżawił od przewoźnika Rail Polska zmodernizowane lokomotywy M62M, w 2010 było 6 sztuk lokomotyw tej serii (nr 007, 008, 009, 010, 011 i 013).
W listopadzie 2009 gdański przewoźnik wypożyczył pierwszą lokomotywę Traxx; następnie w taborze spółki pojawiło się dodatkowo 8 lokomotyw serii E189, jednak żadna z nich nie była własnością tej firmy. Nowe lokomotywy pozwoliły na stopniowe wycofanie wyeksploatowanych lokomotyw 060DA, które w styczniu 2010 zostały prawie w całości wycofane. W lecie 2011 jedyną zachowaną lokomotywą tej serii była 060DA-2335.
15 kwietnia 2009 przewoźnik z grupy Lotos zamówił lokomotywę Traxx F140 DE, będącą wówczas nowością, która pojawiła się na targach InnoTrans 2010 w Berlinie. Pierwsza lokomotywa jako testowa pojawiła się w Gdańsku 10 kwietnia 2010 (jeszcze przed premierą). Oficjalnie lokomotywy tego typu wdrożono do eksploatacji liniowej 1 lipca 2011. We wrześniu 2011 do przewoźnika dotarły ostatnie dwie lokomotywy, dzięki czemu ich stan w taborze przewoźnika osiągnął zakładaną wielkość 10 pojazdów.
W 2011 Lotos Kolej eksploatował lokomotywę E6ACT Dragon, służącą do przewozu ciężkich składów towarowych. 19 września 2012 podczas targów InnoTrans w Berlinie podpisano umowę ze ZNLE na dostawę w formie leasingu 5 dragonów. 3 marca Lotos Kolej rozpoczął eksploatację pierwszego z dostarczonych dragonów.
Dwie lokomotywy elektryczne Traxx były od 1 października 2011 do 21 marca 2012 dzierżawione Kolejom Śląskim. Kolejne 15 Traxxów było dzierżawione KŚ od grudnia 2012 do czerwca 2013.
23 grudnia 2015 przewoźnik podpisał z Newagiem umowę na 7-letnią dzierżawę 5 lokomotyw E4DCU-DP Griffin.
Wykaz lokomotyw
- Bombardier F140 DC Traxx[33]
- Bombardier F140 DE Traxx[33]
- Bombardier F140 MS Traxx[33]
- Fablok 6D[33]
- Newag 6Dg[33]
- Newag E6ACT Dragon[27]
- Škoda 31E[33]
- Škoda 59E[33]

### Wagony
Ze względu na specyfikę transportu Lotos Kolej posiada tylko jeden typ wagonów:
- 417F (wagon cysterna)[33]

### Malowanie
Początkowo lokomotywy Lotos Kolej były malowane na żółto z niewielkimi elementami w innych kolorach. W styczniu 2009 gdański przewoźnik zmienił malowanie na stalowo-ciemnoniebieskie z dużym czerwonym napisem Lotos.